# 瓦莲京娜·古尼娜
瓦莲京娜·叶夫根耶芙娜·古尼娜（俄语：Валентина Евгеньевна Гунина，1989年2月4日—），俄罗斯女子国际象棋棋手、特级大师。
古尼娜早年曾获得过国际象棋欧洲女子12岁组冠军（2000年）、世界女子14岁组冠军（2003年）、欧洲女子16岁组冠军（2004年）、世界女子18岁组冠军（2007年）。此后，她两度获得欧洲女子个人冠军（2012年、2014年），三度获得俄罗斯女子全国冠军（2011年、2013年、2014年），并代表俄罗斯队获得了2010年、2012年、2014年女子国际象棋奥林匹克金牌以及2007年、2009年、2011年、2015年欧洲国际象棋团体锦标赛冠军。她还是2012年世界女子国际象棋超快棋锦标赛冠军。

## 荣誉
- 一级祖国功勋奖章（2014年）[3]